# Перемога (Николаевская область)
Перемога (укр. Перемога) — посёлок в Баштанском районе Николаевской области Украины.
Основан в 1924 году. Население по переписи 2001 года составляло 458 человек. Почтовый индекс — 56180. Телефонный код — 5158. Занимает площадь 0,61 км².

## История
В 1946 году указом ПВС УССР посёлок 2-го отделения совхоза «Баштанский» переименован в Перемогу.

## Местный совет
56180, Николаевская обл., Баштанский р-н, пос. Лоцкино, ул. Почтовая, 1